# SHV Holdings
SHV Holdings este o companie privată diversificată din Țările de Jos, cu activități în transport, energie și servicii financiare.
În anul 2008, SHV a raportat afaceri de 11,2 miliarde de euro și un profit net de 1,38 miliarde de euro.

## SHV în România
Compania a intrat pe piața din România în august 2008, când a preluat controlul unic asupra firmelor deținute de omul de afaceri Cristi Borcea - Crimbo Gas Giurigiu, Crimbo Gas 2003 Caracal, Crimbo Gas Făurei și Crimbo Gas Zlatna aferente activității de distribuție de GPL în butelii.
Crimbo Gas Giurgiu a fost transformată în Primagaz Romania, urmând ca în perioada următoare și celelalte companii preluate să se alăture acestui brand.